# Arrondissement de Paris
Ne doit pas être confondu avec les Arrondissements de Paris.
L'arrondissement de Paris est une division administrative française, située dans la région Île-de-France. Il recouvre exactement le territoire de la Ville de Paris.
L'arrondissement de Paris ne doit ainsi pas être confondu avec les 20 arrondissements municipaux, qui sont eux-mêmes des subdivisions de la Ville de Paris.
Avec 2 113 705 habitants en 2022, c'est l'arrondissement français le plus peuplé, avant celui de Lyon, et le plus densément peuplé.
L'arrondissement de Paris est l'unique arrondissement du département de Paris. L'arrondissement de Belfort est le seul à être dans une situation similaire. C'est le préfet de Paris qui est en relation avec le Conseil de Paris, dans son rôle de conseil départemental du département de Paris.

## Composition
| Nom                     | Code Insee | Intercommunalité         | Superficie (km2) | Population (dernière pop. légale) | Densité (hab./km2) | Modifier                                    |
| ----------------------- | ---------- | ------------------------ | ---------------- | --------------------------------- | ------------------ | ------------------------------------------- |
| Paris (chef-lieu)       | 75         | Métropole du Grand Paris | 105,40           | 2 113 705 (2022)                  | 20 054             | modifier les données · modifier les données |
| Arrondissement de Paris | 751        |                          | 105,40           | 2 113 705 (2022)                  | 20 054             | modifier les données                        |

## Histoire
L'arrondissement de Paris fut créé en 1800, au sein du département de la Seine. Contrairement aux autres arrondissements, il n'est pas subdivisé en cantons. En 1962, il absorbe les communes des anciens arrondissements de Saint-Denis et Sceaux. En 1964 et 1966, elle rediminue au profit des nouveaux arrondissements de Bobigny, Créteil, Nanterre, Antony et Nogent-sur-Marne. En 1968, le département de la Seine est dissous et l'arrondissement de Paris devient l'arrondissement unique du département de Paris.

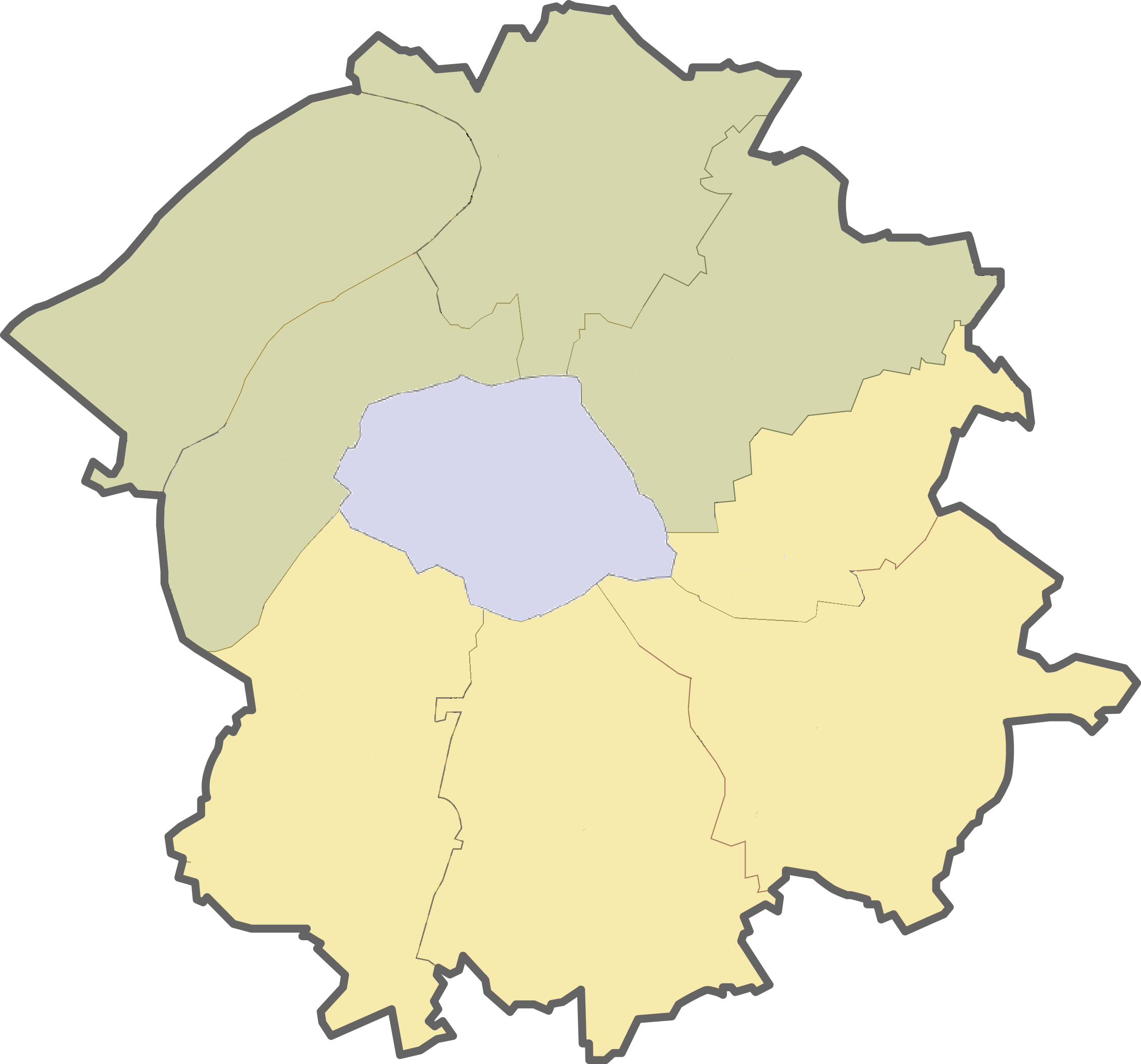
Arrondissements entre 1800 et 1860 (du 25 fructidor an IX)
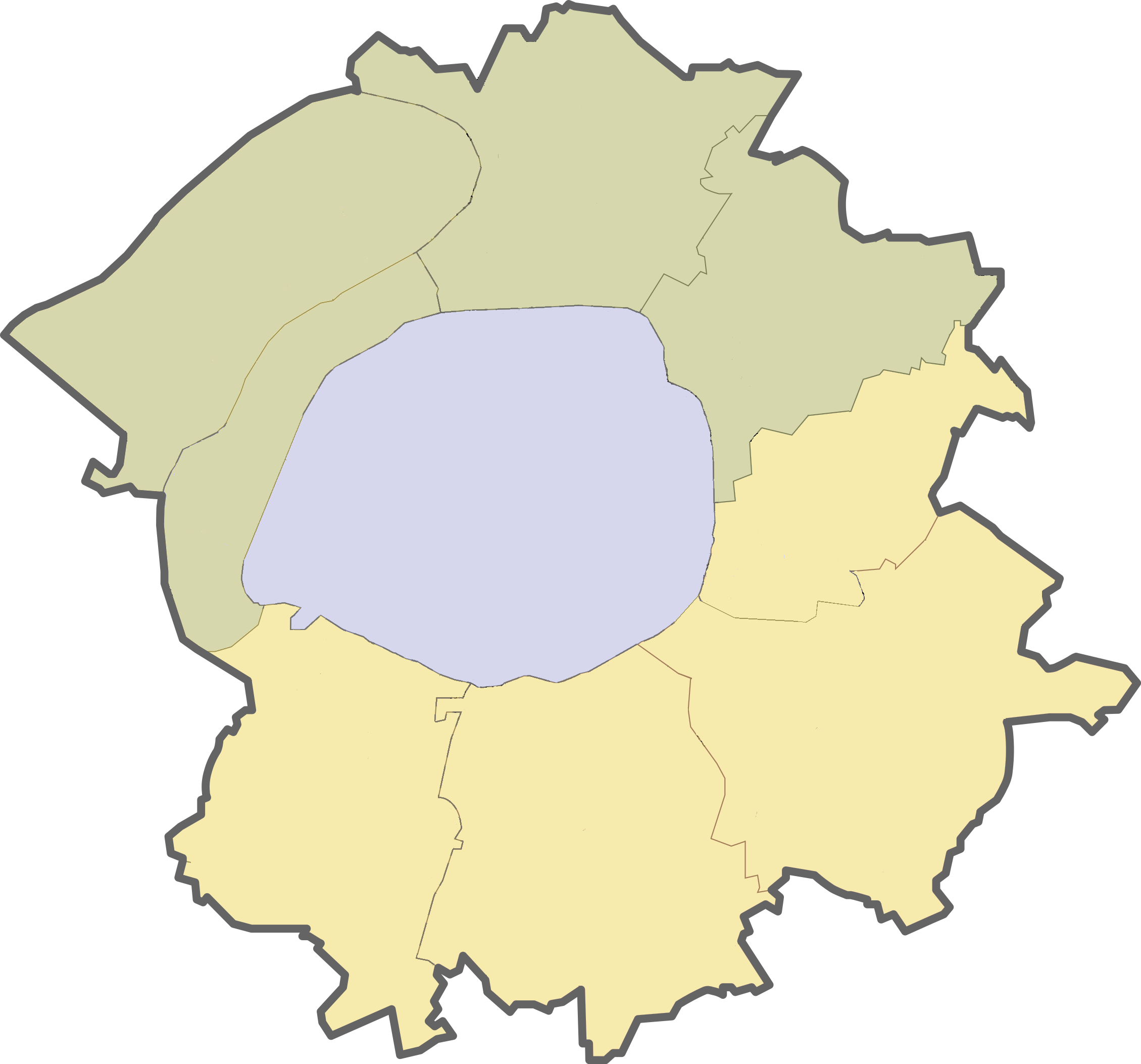
Arrondissements entre 1860 et 1893 (loi du 16 juin 1859)
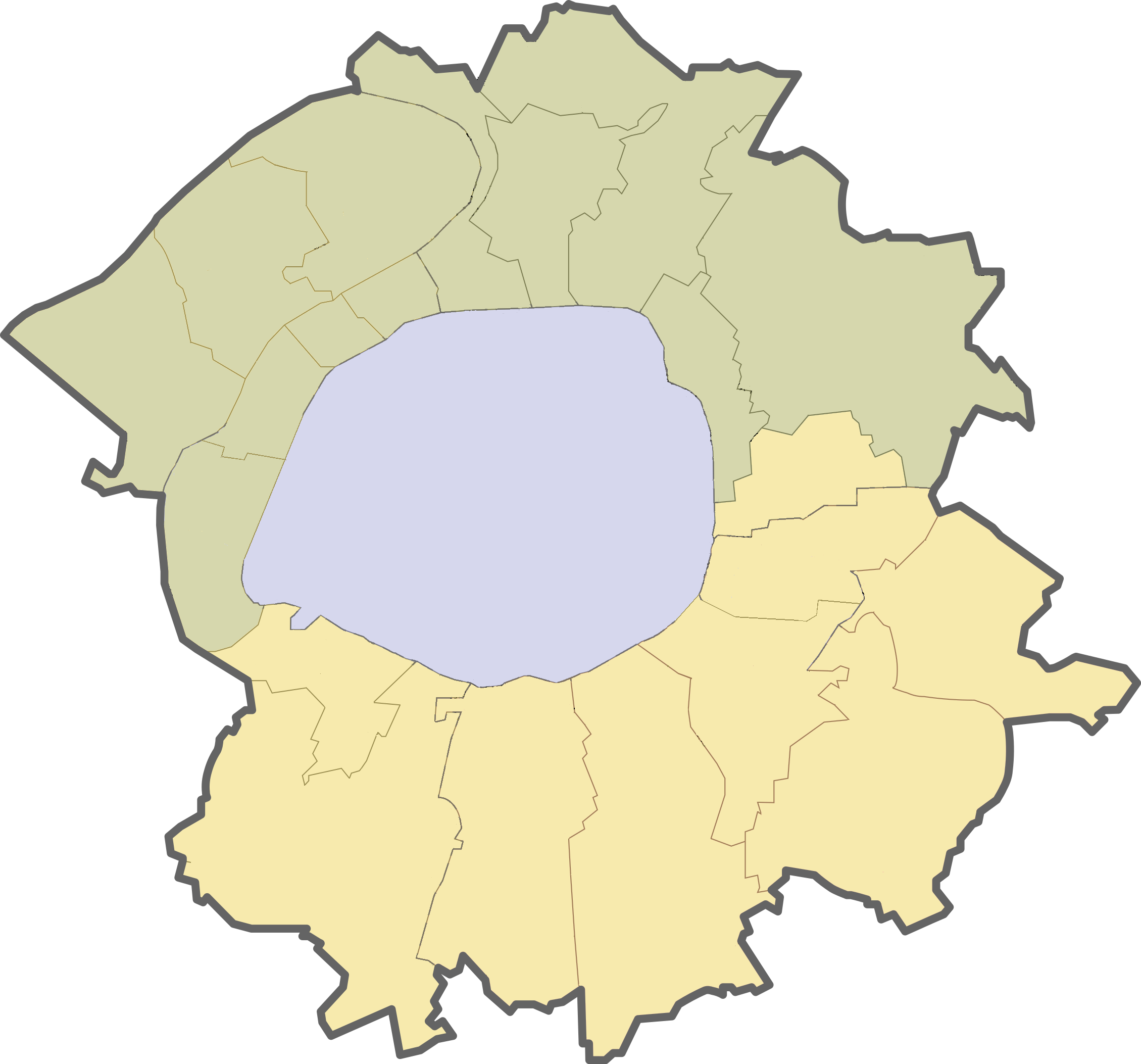
Arrondissements entre 1893 et 1908 (loi du 13 avril 1893)
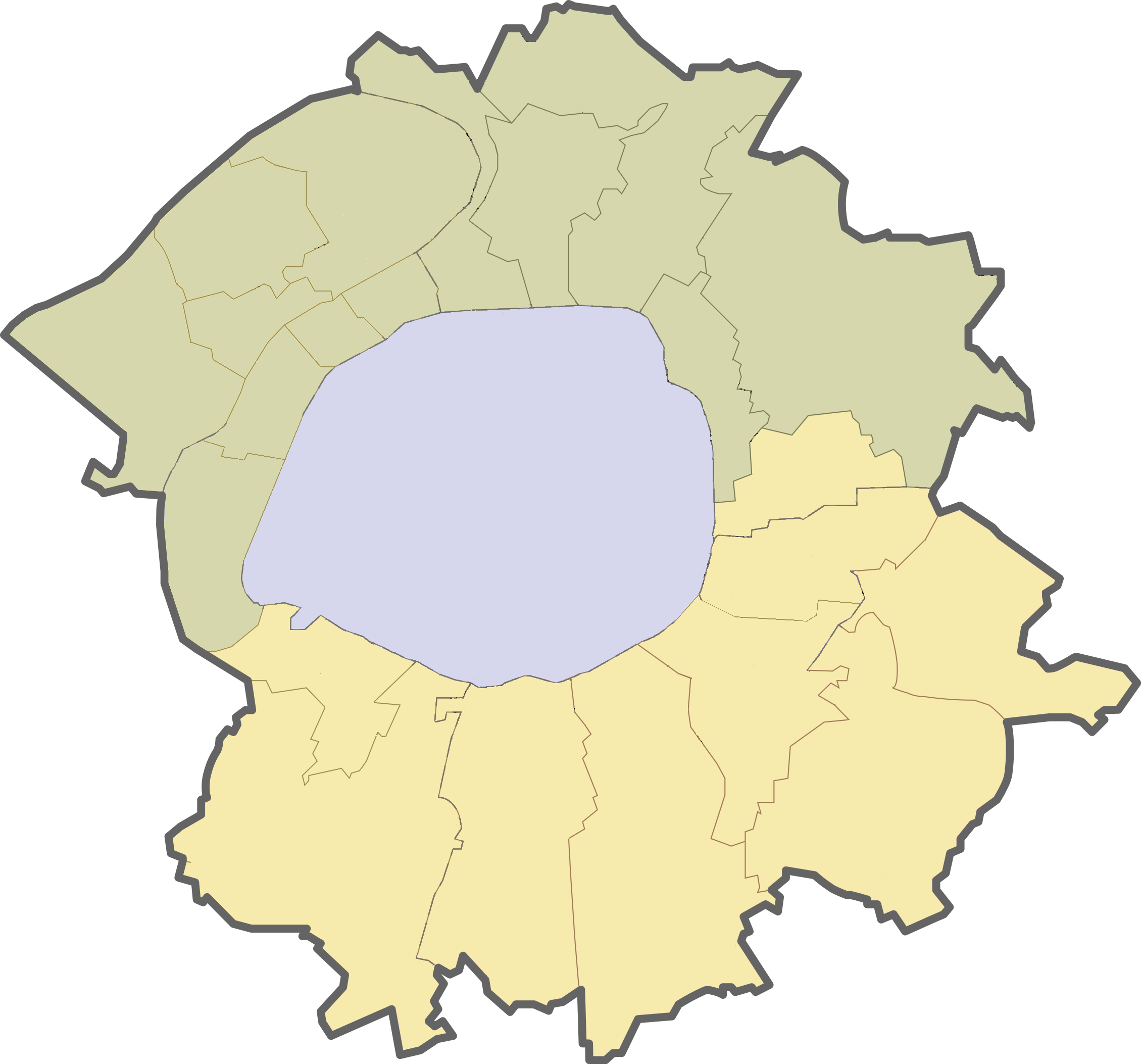
Arrondissements entre 1908 et 1929 (loi du 14 avril 1908)
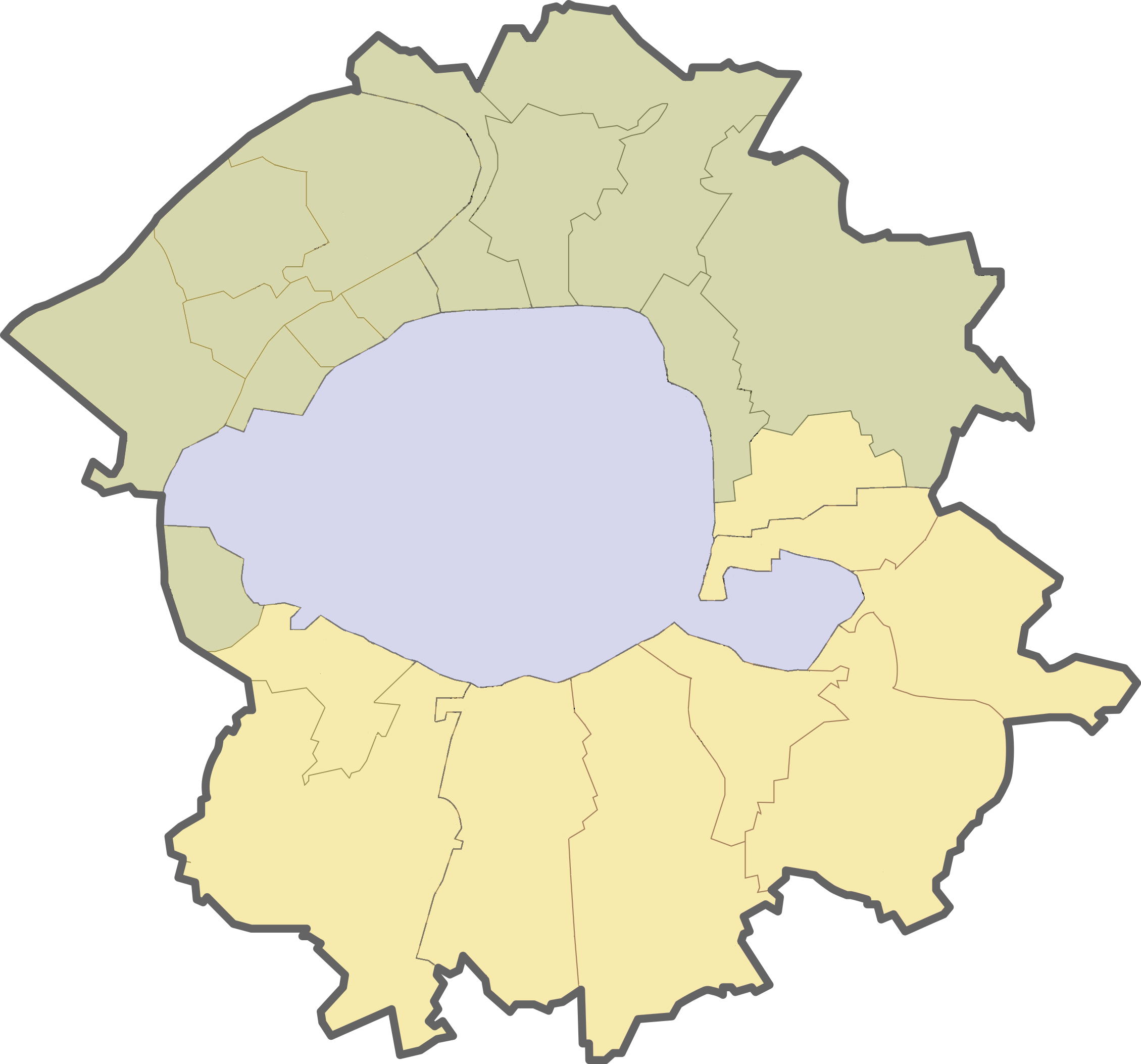
Arrondissements entre 1929 et 1962 (décrets du 3 avril 1925 et 18 avril 1929)

- Arrondissement de Paris
- Arrondissement de Saint-Denis
- Arrondissement de Sceaux